# Мино-Оварийская равнина
Мино-Оварийская равнина (яп. 濃尾平野, но:би-хэйя [noːbi heːja]) — аллювиальная равнина в Японии в центре острова Хонсю. Расположена на границе префектур Гифу и Айти. Название по имени прежних провинций Мино (濃) и Овари (尾). Занимает территории среднего и нижнего течения рек Кисо, Нагара, Иби и Сёнай. Политически-экономический и социально-культурный центр — город Нагоя. Другие названия — равнина Мино-Овари, равнина Ноби.
Площадь равнины составляет около 1800 км², расстояние между восточным и западным краями — около 40 км, с севера на юг — 45 км.